# Hubert Coudane
Hubert Coudane (parfois mal orthographié Coudanne), né le 15 janvier 1924 à Dax et mort le 4 décembre 2015 à Orsay, est un professeur émérite des universités, agrégé en sciences physique, résistant et militant syndicaliste  français.

## Biographie
Hubert Coudane naît à Dax le 15 janvier 1924. Il est le fils de Jean Coudane ouvrier linotypiste. Dans l'entre-deux-guerres, il est adhérant au SFIO et syndiqué à la CGT. En 1940, il entre à l'École normale d’instituteurs de Bordeaux, mais le régime de Vichy  supprime les ENI, alors, il poursuit ses études au lycée Michel-Montaigne où il obtient un baccalauréat en mathématiques élémentaires en 1943.
Il prépare ensuite le concours de l'école nationale préparatoire à l’enseignement dans les sections techniques des collèges au lycée Pierre-de-Fermat à Toulouse. Il y rencontre Louise Sarmet - qu'il épousera à Villeneuve-Saint-Georges en juillet 1948 - et entre dans la résistance dans un groupe notamment composé de Roland Roubes, Raymond Badiou et Jean-Pierre Vernant. Il est surnommé Burua (« la tête » en basque). Il participe à la libération de Bordeaux avec son père - qui donne son nom à une rue de la ville. À la libération, il est membre des jeunesses républicaines puis membre du PCF (secrétaire de sa cellule) jusqu'en 1950. Il est à cette époque également membre de la SNET, où il rencontre Étienne Camy-Peyret.
Il est reçu par l'École normale supérieure en 1945, et devient professeur en 1946 au lycée professionnel de Creil jusqu'en 1963. Il devient agrégé en sciences physiques en 1956 et docteur ès sciences après avoir soutenu sa thèse de chimie à la Sorbonne en 1963. Il est professeur à l'école nationale de chimie et de physique de 1963 à 1965, maître-assistant de 1966 à 1968, maître de conférence et professeur à la faculté de sciences d'Orsay de 1968 à 1990.
Il est doyen de la faculté de sciences d'Orsay du 6 mars 1980 au 28 juin 1983, président de l'Université Paris-Sud de 1983 à 1988, premier vice-président de la Conférence des présidents d'université du 26 juin 1985 au 12 mars 1987 et vice-président de la conférence des chefs d'établissements de l'enseignement supérieur de 1987 à 1988. En 1991, il est nommé conseiller spécial chargé de l’enseignement supérieur par Jacques Guyard, secrétaire d'État à l'enseignement technique. Il participe à la création de l'IUT Orsay, des universités de Versailles, Évry, Marne-la-Vallée et Cergy-Pontoise.

## Publications
- Optique (1960)
- Électricité (1960)
- Contribution à l'étude de la chlorométhylation du paranitroanisole (1963)
- Chimie minérale (1970)
- Les formations littéraires et de sciences humaines et l'emploi (1993)

## Distinctions

### France
- Croix du combattant volontaire de la Résistance
- Chevalier de l'ordre national du Mérite
- Croix du combattant
- Chevalier de la Légion d'honneur
- Chevalier de l'ordre des Palmes académiques
- Officier de l'ordre des Palmes académiques

### Tunisie
- Ordre du mérite national, pour avoir mis en place la coopération inter-universitaire entre la France et la Tunisie.

## Hommages
- Amphithéâtre Hubert Coudane[11], Gif-sur-Yvette
- Place Hubert Coudane[12], Orsay